# Шерюэль, Пьер Адольф
Пьер Адольф Шерюэль (фр. Pierre Adolphe Chéruel; 17 января 1809 — 1 мая 1891) — французский историк.
Родился и вырос в Руане, посвятил истории города два основательных труда и был избран в Руанскую королевскую академию. Преподавал в Руане, среди его учеников по лицею был Гюстав Флобер. Работал и в Париже, преподавал некоторое время в Высшей нормальной школе (которую некогда окончил). Определённый интерес вызвали две работы Шерюэля о Сен-Симоне. Среди русских переводчиков Шерюэля был молодой Салтыков-Щедрин.